# Cupa Campionilor Europeni la handbal feminin 1963-1964
Cupa Campionilor Europeni la handbal feminin 1963-1964 a fost a patra ediție a principalei competiții internaționale pentru cluburile de handbal feminin europene și s-a desfășurat din noiembrie 1963 și până în aprilie 1964. Treisprezece echipe au luat parte la competiție, iar finalistele din 1963 Uniunea Sovietică și Danemarca, precum și debutanta Norvegia, au primit wild-carduri pentru sferturile de finală. Finala s-a desfășurat într-un singur meci, care s-a jucat în Bratislava, pe 4 aprilie 1964.
Rapid București a câștigat competiția după ce a învins Helsingør IF într-o finală strânsă, devenind a doua echipă din România care a cucerit acest trofeu. Campioana en-titre Trud Moscova a fost eliminată în sferturile de finală de Budapesti Spartacus.

## Prima manșă
| Echipa 1                | Scor general | Echipa 2            | Tur     | Retur   |
| ----------------------- | ------------ | ------------------- | ------- | ------- |
| Fortschritt Weissenfels | 14 – 17      | Ruch Chorzów        | 12 – 6  | 5 – 7   |
| Rapid București         | 19 – 13      | Spartak Subotica    | 13 – 5  | 6 – 8   |
| Admira Viena            | ? – ?        | Budapesti Spartacus | 07 – 14 | ? – ?   |
| Trud Moscova            | Wild-card    |                     |         |         |
| Helsingør IF            | Wild-card    |                     |         |         |
| Skogen                  | Wild-card    |                     |         |         |
| Ivry                    | 08 – 31      | Swift Roermond      | 06 – 16 | 02 – 15 |
| Eimsbütteler            | 14 – 12      | ČKD Praga           | 11 – 4  | 3 – 8   |

## Sferturile de finală
| Echipa 1                | Scor general | Echipa 2        | Tur      | Retur   |
| ----------------------- | ------------ | --------------- | -------- | ------- |
| Fortschritt Weissenfels | 14 – 17      | Rapid București | 10 – 9   | 04 – 8  |
| Budapesti Spartacus     | 24 – 19      | Trud Moscova    | 16 – 7   | 08 – 12 |
| Helsingør IF            | 25 – 22      | Skogen          | 014 – 13 | 11 – 9  |
| Swift Roermond          | 11 – 13      | Eimsbütteler    | 04 – 5   | 07 – 8  |

## Semifinalele
| Echipa 1        | Scor general | Echipa 2            | Tur    | Retur  |
| --------------- | ------------ | ------------------- | ------ | ------ |
| Rapid București | 24 – 12      | Budapesti Spartacus | 13 – 5 | 11 – 7 |
| Helsingør IF    | 14 – 9       | Eimsbütteler        | 06 – 7 | 08 – 2 |

## Finala
| Echipa 1        | Rezultat | Echipa 2     |
| --------------- | -------- | ------------ |
| Rapid București | 14 –13   | Helsingør IF |

| 4 aprilie 1964 | Rapid București                                       | 14 – 13 | Helsingør IF | Bratislava |
| 4 aprilie 1964 | Hedeșiu 5, Stark 4, Dumitrescu 2, Floroianu 2, Naco 1 |         |              | Bratislava |
| 4 aprilie 1964 |                                                       |         |              | Bratislava |

| Cupa Campionilor Europeni la handbal feminin Câștigătoare 1963–64 |
| ----------------------------------------------------------------- |
| Rapid București Primul titlu                                      |

### Rapid București
Echipa Rapid București a fost antrenată de Gabriel Zugrăvescu și a avut următoarea componență:
| Portari - Irene Nagy-Klimovski - Margareta Hanec - Elena Zainescu Extreme - Iuliana Naco - Constanța Dumitrescu Pivoți - Elena Hedeșiu - Antoaneta Vasile-Oțelea | Centri - Rodica Floroianu - Aurelia Sălăgeanu Intermediari - Maria Constantinescu - Anna Stark-Stănișel |